# Croix-des-Bouquets
Croix-des-Bouquets (en criollo haitiano Kwadèboukè) es una comuna de Haití que está situada en el distrito de La Croix-des-Bouquets, del departamento de Oeste.

## Historia
Comuna fundada en 1749.

## Secciones
Está formado por las secciones de:
- Les Varreux
- Les Varreux
- Petit Bois
- Petit Bois
- Petit Bois
- Belle Fontaine
- Belle Fontaine
- Belle Fontaine
- Des Crochus
- Des Orangers

Pie uld
- Des fourt

## Demografía
| Gráfica de evolución demográfica de La Croix-des-Bouquets entre 2009 y 2015 |
|                                                                             |

Los datos demográficos contemplados en este gráfico de la comuna de La Croix-des-Bouquets son estimaciones que se han cogido de 2009 a 2015 de la página del Instituto Haitiano de Estadística e Informática (IHSI). 